# Homs
Homs (in arabo حمص‎?, Ḥimṣ), nota in epoca romana come Emesa, è una città della Siria occidentale, con una popolazione di circa 775 000 abitanti. È la terza città della Siria per numero di abitanti dopo Damasco e Aleppo.
Antico centro risalente al 2300 a.C. circa, è una città particolarmente nota perché nel 272 vi si svolse una grande battaglia fra le truppe romane dell'imperatore Aureliano e le truppe palmirene della regina Zenobia, che aveva creato un regno indipendente, soggiogando numerose province romane orientali.
Sorge 162 km a nord di Damasco, sul fiume Oronte, ed è un importante snodo tra le città dell'entroterra siriano e la costa del Mediterraneo. Prima della guerra civile siriana era un rilevante centro industriale

## Caratteristiche

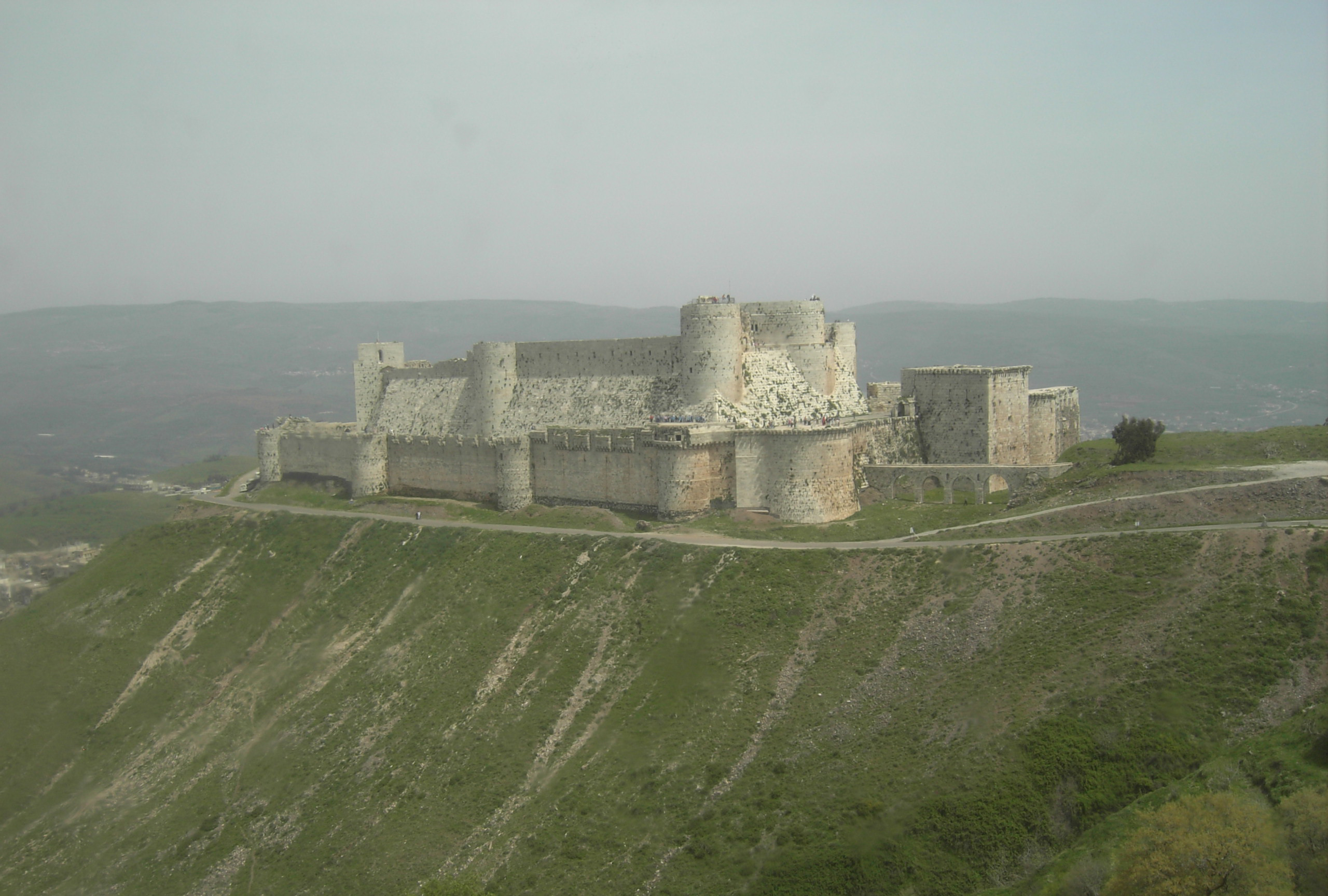
Il Krak dei Cavalieri

Il suo monumento più importante è la tomba di Khālid ibn al-Walīd, il noto guerriero vissuto nel primo periodo islamico, conquistatore della Siria e vincitore dei Lakhmidi di al-Hīra. Nei suoi dintorni, 38 km a ovest della città, vicino al confine libanese, si erge il Krak dei Cavalieri (Fortezza dei cavalieri), che fu per quasi due secoli il più potente baluardo dei Crociati, controllato dall'Ordine dei Cavalieri Ospitalieri di San Giovanni di Gerusalemme fino alla sua riconquista da parte del Sultano mamelucco Baybars l'8 aprile del 1271.
Homs è una località agricola e industriale, oltre che un importante centro turistico, grazie al suo clima mite dovuto alla valle in cui giace e che gode della brezza dal mare. All'altezza di Homs si trova inoltre un fiume dal corso anomalo che dalle montagne dell'ovest, vicine al mare, scorre verso l'interno per sfociare in un lago. Grazie a questo fattore la produzione agricola è di altissima qualità.
La regione di Homs è anche una zona ricca di fermenti letterari: la poesia, in particolare, vi è molto sviluppata, cosicché a Damasco la gente di Homs sia considerata davvero singolare.
Infatti i cittadini di Homs sono i soggetti preferiti delle barzellette siriane e spesso irrisi perché mostrerebbero una vena di pazzia, tanto da generare una festa settimanale: ogni mercoledì si tiene la cosiddetta Festa dei Pazzi (ʿĪd al-majānīn).

## Storia
La fama della pazzia dei cittadini di Homs affonderebbe le sue radici nell'epoca in cui i Romani decisero di conquistare questa bella città, che si trova vicino a Palmira. Quando gli abitanti seppero dell'avvicinarsi dei conquistatori, il piccolo consiglio cittadino avrebbe escogitato una soluzione abbastanza curiosa. Furono emanati proclami con cui si invitavano i residenti a comportarsi come pazzi, allo scopo di far sentire a disagio gli aspiranti occupanti. Alcune direttive suggerivano di mangiare a bocca piena, defecare nei magazzini di cibo (per disgustare le truppe ed evitare che sequestrassero loro il cibo), ballare, toccare i genitali degli stranieri, fare scherzi. Il resto veniva lasciato all'immaginazione degli abitanti. Questi apprezzarono l'idea e agirono seguendo i suggerimenti, e quando i conquistatori giunsero in città, tutti i residenti si comportarono da pazzi, mettendo in piedi uno spettacolo che disgustò le forze sopraggiungenti e ritardò l'assedio della città. Gli effetti comunque non furono a favore della cittadinanza, poiché i romani governarono in seguito la città per decenni.
Nel VII secolo la città era parte dell'Impero bizantino, ma inserita in un contesto regionale di fatto amministrato dai loro alleati arabi, i cristiani monofisiti Ghassanidi. Fu conquistata, col resto della Siria, dalle armate islamiche che Medina aveva affidato a un certo numero di condottieri, su cui primeggiava Khālid b. al-Walīd, il miglior generale che potesse vantare la Umma e che, quando era ancora pagano, aveva sconfitto lo stesso profeta Muhammad nella battaglia di Uhud.
Malgrado i Ghassanidi non avessero mai agito slealmente nei confronti di Costantinopoli nel corso della campagna islamica di conquista, una volta che la Siria fu sotto il controllo di Medina, la collaborazione fra Arabi cristiani e Arabi musulmani fu pressoché inevitabile.

I musulmani capirono quanto fosse importante avvalersi dei servigi amministrativi e politici degli sconfitti Ghassanidi e, infatti, li coinvolsero immediatamente nella gestione della regione, cosa resa possibile grazie all'intelligenza dei primi governatori: Yazīd ibn Abī Sufyān e suo fratello Mu‘āwiya ibn Abī Sufyān.

Un'analoga politica di attenzione Muʿāwiya la espresse nei confronti delle componenti sud-arabiche degli eserciti islamici vittoriosi. Da governatore (wali) e da califfo egli beneficò grandemente i Kalbiti (sinonimo di Yemeniti) e ad essi concesse d'insediarsi nell'area di Homs, ricca di terreni fertili, necessari all'agricoltura in cui eccelleva per l'appunto l'elemento sud-arabico (al contrario dell'elemento qaysita, ovvero nord-arabico, per lo più dedito all'allevamento transumante).
Questo creò forti gelosie e tensioni che si prolungarono nei secoli e che si espressero anche lontano dalle contrade siriane. Il contrasto fra Kalbiti e Qaysiti infatti generò due partiti che fecero delle loro diverse origini geografiche (più che dei diversi sistemi di produzione) un motivo di innocuo e lecito vanto (asabiyya) ma che spesso tracimò invece in dura contrapposizione politica, fin nelle lontane terre spagnole di al-Andalus.
Nei giorni nostri (2016), abbandonata dai ribelli nel 2014, dopo un accordo con l'ONU, ha il centro ancora in macerie e i vecchi abitanti hanno paura a tornare.

## Cultura

### Istruzione
A Homs è presente l'Università di Homs, fondata nel 1979.

## Sport
La città è sede di due delle più note squadre di calcio della Siria, l'Al-Karamah e l'Al-Wathba.